# Caffa
Caffa (łac. Diœcesis Caffenus) – stolica historycznej diecezji na Półwyspie Krymskim, współcześnie w Ukrainie. Erygowana w 1318, jej pierwszym biskupem był franciszkanin Girolamo Catalano. Zlikwidowana w 1475. Zachowała się też lista kilku biskupów tytularnych żyjących w XVI–XVII wieku, w 1933 papież Pius XI ponownie włączył Caffę do listy diecezji tytularnych.

## Biskupi tytularni (od 1933)
| Lp. | Biskup                     | Od                | Do                |
| --- | -------------------------- | ----------------- | ----------------- |
| 1   | Joseph Hagendorens CP      | 23 marca 1947     | 10 listopada 1959 |
| 2   | Eusebius John Crawford OP  | 1 marca 1960      | 15 listopada 1966 |
| 3   | Efraím Basílio Krevey OSBM | 29 listopada 1971 | 10 marca 1978     |